# Tore Renberg

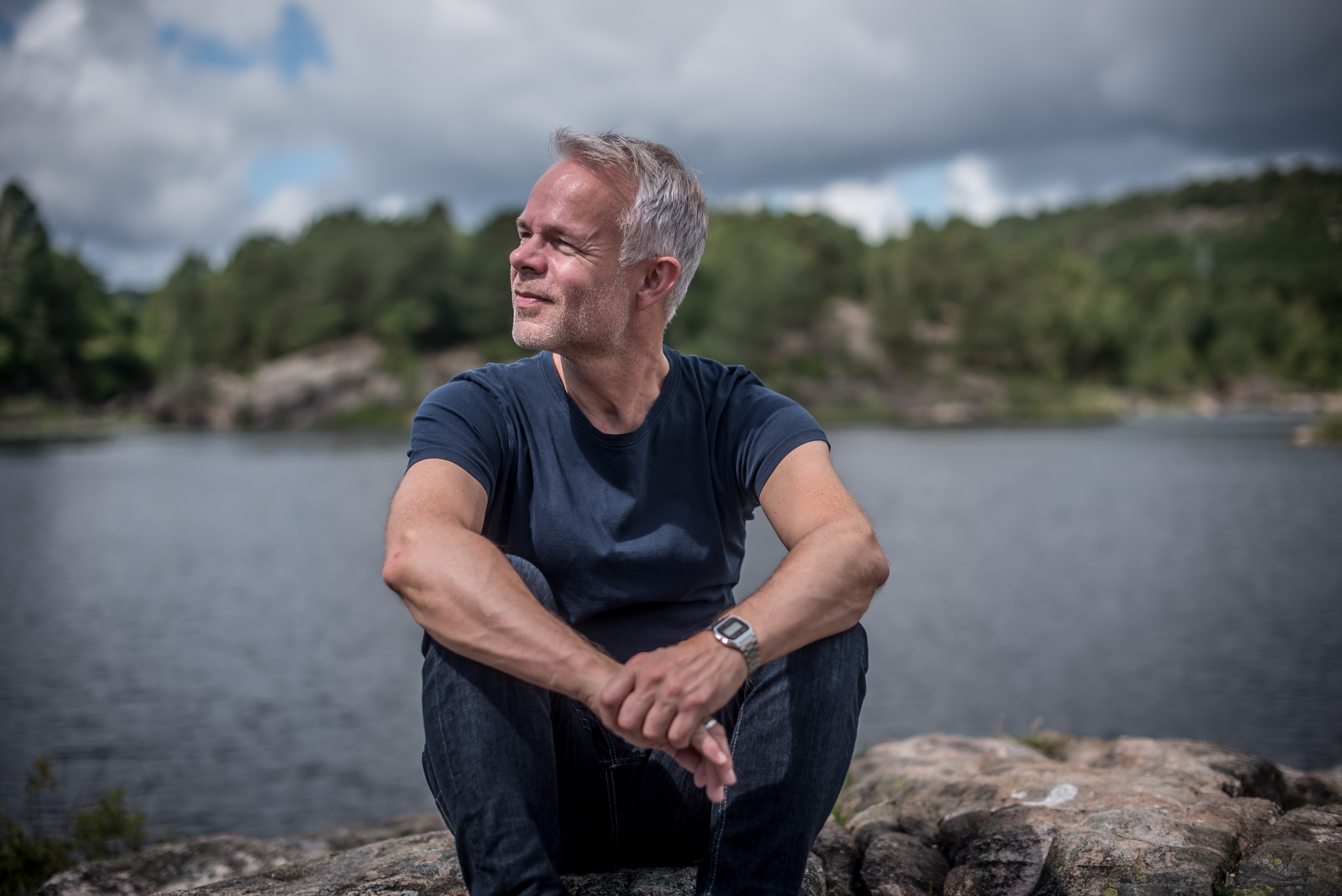
Tore Renberg, 2023

Tore Renberg anhörenⓘ(* 3. August 1972 in Stavanger) ist ein norwegischer Schriftsteller und Musiker.

## Leben
Renberg hat an der Universität Bergen Literaturwissenschaft und Philosophie studiert. Er arbeitet als Literaturkritiker und Journalist und moderierte darüber hinaus von 1998 bis 1999 eine eigene Sendung („Leseforeningen“) im norwegischen Fernsehen (NRK). Dem deutschen Lesepublikum ist er vor allem bekannt, da er in der autobiografischen Romanreihe Min Kamp von Karl-Ove Knausgård als Figur mit seinem eigenen Namen auftaucht. Knausgård und Renberg sind bis heute eng befreundet.
Seit seiner Kindheit begeistert sich Renberg auch für Musik. Er spielt Geige und Klavier und war und ist in verschiedenen norwegischen Bands aktiv.
Renberg hat in verschiedenen Genres veröffentlicht: Romane, Kinderbücher, Novellen, Theaterstücke und Filmdrehbücher. Er erhielt zahlreiche Preise in Norwegen sowie 1998 den Henrik-Steffens-Preis der Alfred Toepfer Stiftung F.V.S. durch die Christian-Albrechts-Universität Kiel. Sein Debüt Sovende floke (1995) wurde mit dem Tarjei-Vesaas-Debütantenpreis ausgezeichnet und brachte ihm schnell den Ruf als einer der herausragenden norwegischen Schriftsteller seiner Generation ein. Der Nachfolgeroman Matriarkat (1996) konnte diesen Ruf festigen. Der kommerzielle Durchbruch gelang schließlich 2003 mit Mannen som elsket Yngve, der zu einem der meistgelesenen Romane des Jahrzehnts in Norwegen avancierte. 2005 veröffentlichte Renberg mit Kompanie Orheim sein bislang umfangreichstes und ehrgeizigstes Werk.
Der Roman rund um Kindheit und Jugend des Jarle Klepp in einem von Sucht geprägten Elternhaus, wurde in Norwegen begeistert aufgenommen und wird von vielen als Renbergs bislang wichtigstes Werk angesehen. In seinem 2016 erschienenen Roman Du er så lys schrieb Renberg erstmals in der norwegischen Varietät Nynorsk statt wie anhin auf Bokmål.
Vier Romane wurde ins Deutsche übersetzt: 2011 Und zum Frühstück heller Sirup (original Charlotte Isabel Hansen, 2008), Das Wunder im Erdbeerfeld (original Renselse), 2017 der Roman Wir sehen uns morgen und dessen Fortsetzung Von allen Seiten.
Sein Debüt als Drehbuchverfasser gab Renberg 2004 mit dem Spielfilm Alt for Egil (Regie: Tore Rygh). Basierend auf seinem Romanerfolg Mannen som elsket Yngve schrieb er das Drehbuch zum gleichnamigen Film, der 2008 in skandinavischen Kinos lief und mittlerweile auch unter dem deutschen Titel Der Mann, der Yngve liebte erschienen ist.
Ausgehend von dem 2013 erschienenen Roman Vi ses i morgen (Wir sehen uns morgen) verfasste Renberg weitere Bände über die Hillevåg Gang.
Für seinen 2020 im norwegischen Verlag Cappellen Damm erschienenen Roman Tollak til Ingeborg erhielt Renberg im selben Jahr den norwegischen Buchpreis sowie weitere Preise.
Ende August 2023 ist im norwegischen Verlag Oktober der im Sachsen des ausgehenden 17. Jahrhunderts spielende Roman Lungeflyteprøven erschienen, 2024 bei Luchterhand die deutsche Übersetzung unter Die Lungenschwimmprobe. Verteidigung einer jungen Frau, die des Kindsmords bezichtigt wurde.

## Auf Norwegisch erschienene Werke
- 1995 Sovende floke – Kurzprosa
- 1996 Matriarkat – Roman
- 1996 Sinus i Sinus – Kinderbuch, illustriert von Per Dybvig
- 1997 Mamma, pappa, barn – Prosa
- 1997 Sinus i blinde – Kinderbuch, illustriert von Per Dybvig
- 1998 Renselse – Roman
- 1999 Hando. Kjendo. Søndag. – Kinderbuch, illustriert von Kim Hiorthøy
- 2000 En god tid – Roman
- 2000 Hando. Kjendo. Torsdag. – Kinderbuch, illustriert von Kim Hiorthøy
- 2001 Varmelager fem – Prosa/Collage
- 2002 Trillefolket. Hva hendte med Kjartan? – Kinderbuch, illustriert von Per Dybvig
- 2003 Mannen som elsket Yngve – Roman
- 2005 Kompani Orheim – Roman
- 2006 Farmor har kabel-tv og Videogutten – Roman
- 2008 Charlotte Isabel Hansen – Roman
- 2009 Pixley Mapogo – Roman
- 2009 Sovende floke og tidligere tekster 1987-1995 [Rev. utg.] Prosa
- 2010 Gi gass, Ine – Kinderbuch, illustriert von Øyvind Torseter
- 2011 He he, Hasse – Kinderbuch, illustriert von Øyvind Torseter
- 2011 Dette er mine gamle dager – Roman
- 2012 På fest hos litteraturen – Vortragsreihe von 2009
- 2013 Vaffelmøkk – Kinderbuch, illustriert von Øyvind Torseter
- 2013 Vi ses i morgen – Roman (auf Deutsch: Wir sehen uns morgen)
- 2014 Angrep fra alle kanter – Roman (auf Deutsch: Von allen Seiten)
- 2015 Femti flotte år med Frode Kommedal – Theaterstück
- 2016 Du er så lys – Roman
- 2016 Jenny – Kinderbuch, illustriert von Lene Ask
- 2017 Skada gods – Roman
- 2019 Ingen tid å miste – Roman
- 2020 Tollak til Ingeborg – Roman
- 2023 Lungeflyteprøven. Forsvar for en ung kvinne som var mistenkt for spedbarnsdrap – Roman
- 2024 Aktivisten. Et essay om Christian Thomasius og hans tid
- 2024 Lorden – Roman

## Auf Deutsch erschienene Werke
- Die Lungenschwimmprobe. Verteidigung einer jungen Frau, die des Kindsmords bezichtigt wurde. Roman. Luchterhand, München 2024, ISBN 978-3-630-87777-8
- Von allen Seiten, Roman. Heyne, München 2019, ISBN 978-3-453-27145-6
- Wir sehen uns morgen, Roman. Heyne, München 2017, ISBN 978-3-453-27073-2.
- Und zum Frühstück heller Sirup, Roman, dtv München 2011, ISBN 978-3-423-24851-8
- Das Wunder im Erdbeerfeld, Roman. btb, Oldenburg 2002, ISBN 978-3-442-72920-3.

## Auszeichnungen
- 1995 Tarjei Vesaas’ debutantpris for Sovende floke
- 1996 Tidenprisen
- 1998 Henrik Steffens stipend, Tyskland
- 2004 Siddisprisen
- 2005 P2-lytternes romanpris for Kompani Orheim
- 2008 Bokhandlerprisen für Charlotte Isabel Hansen
- 2008 Stavanger kommunes kulturpris
- 2010 Kultur- og kirkedepartementets billedbokpris for barne- og ungdomslitteratur for Gi gass, Ine (sammen med Øyvind Torseter)
- 2014 Stavanger Aftenblads kulturpris
- 2016 Målblomen fra Oslo Mållag for Du er så lys
- 2020 Bokhandlerprisen for Tollak til Ingeborg
- 2020 Nynorsk litteraturpris for Tollak til Ingeborg
- 2021 Rogaland fylkes kulturpris
- 2021 Ordknappen for Tollak til Ingeborg